# Кольонія-Пільчиця
Кольонія-Пільчиця (пол. Kolonia Pilczyca) — село в Польщі, у гміні Ключевсько Влощовського повіту Свентокшиського воєводства.
У 1975-1998 роках село належало до Пйотрковського воєводства.